# Lampa lui Aladin
Lampa lui Aladin (în italiană Le meraviglie di Aladino) este un film de comedie fantastic italiano-franco-american regizat de Henry Levin și Mario Bava (ultimul ca regizor secund) după un scenariu de Luther Davis bazat pe povestea din O mie și una de nopți, „Aladin și lampa fermecată”. În rolurile principale au interpretat actorii Donald O'Connor ca Aladin, Vittorio De Sica și Michèle Mercier.
A fost produs de studiourile Embassy International Pictures, Lux Film, Lux Compagnie Cinématographique de France și a avut premiera la 31 octombrie 1961 în Italia, fiind distribuit de Lux Flm (Italia și Franța) și Metro-Goldwyn-Mayer (restul lumii). Coloana sonoră este compusă de Angelo Lavagnino.  A avut încasări de 157 de milioane de lire italiene (în Italia).

## Rezumat
Un băiat din Bagdad intră în posesia unei lămpi fermecate care conține în ea un djinn capabil să îndeplinească trei dorințe celor care îl invocă. Cu această lampă reușește să-și cucerească iubita și să-l învingă pe perfidul Mare Vizir care își propune să-l detroneze pe sultan pentru a prelua puterea.

## Distribuție
Au interpretat actorii:
- Donald O'Connor - Aladdin
- Nöelle Adam - Djalma
- Vittorio De Sica - Djinn
- Aldo Fabrizi - Sultan
- Michèle Mercier - Prințesa Zaiha
- Milton Reid - Omar
- Terence Hill - Prinț Moluk (ca Mario Girotti)
- Fausto Tozzi - mare vizir
- Marco Tulli  - Fakir

## Producție
O'Connor a semnat pentru a realiza acest film în octombrie 1960. O'Connor a spus că „Povestea lui Aladdin a fost produsă în toată lumea, dar este prima dată când este realizată ca o comedie.” Filmul a fost produs în tandem cu două proiecte ale lui Steve Reeves, Morgan, piratul (Morgan il pirata) și Hoțul din Bagdad (The Thief of Bagdad), cu producătorul Joseph E. Levine, scenograful Flavio Mogherini, directorul de imagine Tonino Delli Colli și artistul de efecte speciale Mario Bava care au lucrat la toate cele trei filme; Levine și-a vândut drepturile de distribuție la nivel mondial către.MGM.